# Tegelornamentik
Tegelornamentik ger rika möjligheter till variation i en byggnads dekoration. Teglens färg, form och storlek kan variera, liksom murförband och dekorativa specialtekniker som gör det möjligt att använda murytan som en abstrakt bildkomposition. 
I Uppland utvecklades en rik och särpräglad tegelornamentik under medeltiden. De flesta medeltida kyrkor i området är murade av gråsten och där tegel använts är det huvudsakligen i de lager som syns, som ornament i portaler och gavelrösten, eller som skalmurar på insida och utsida.